# Underground (1995)
Underground (Servisch: Подземље/Podzemlje) is een Servische film van Emir Kusturica uit 1995.
Het verhaal gaat over de invasie van Joegoslavië tijdens de Tweede Wereldoorlog, en over de periode na de oorlog. Een van de hoofdrolspelers (Blacky) moet onderduiken voor de Duitsers, maar de andere hoofdrolspeler (Marko) vertelt later niet dat de oorlog al lang voorbij is, zodat de onderduikers jarenlang in Markos schuilkelder verblijven, waar ze goederen produceren in ruil voor wat eten. Velen zien dit als een analogie van het Joegoslavië van na de oorlog, waarin mensen bang werden gemaakt voor de Russen enerzijds en de Amerikanen anderzijds, terwijl er in werkelijkheid heel andere dingen gaande waren.
Op het Filmfestival van Cannes van 1995 viel de film in de prijzen. Zoals veel films van Kusturica wordt ook deze gekenmerkt door de typische muziek van Goran Bregović. De vele zigeunerorkesten die de Balkan rijk is, en waarvan er een ook de filmmuziek van Underground heeft gespeeld, spelen bijna allemaal de nummers die in Underground voorkomen.

## Rolverdeling
| Acteur            | Personage             |
| ----------------- | --------------------- |
| Miki Manojlovic   | Marko Dren            |
| Lazar Ristovski   | Petar "Blacky" Popara |
| Mirjana Jokovic   | Natalija Zovkov       |
| Slavko Štimac     | Ivan Dren             |
| Ernst Stötzner    | Franz                 |
| Srdan Todorovic   | Jovan Popara          |
| Mirjana Karanovic | Vera                  |
| Danilo Stojkovic  | grootvader            |
| Bora Todorovic    | Golub                 |
| Davor Dujmovic    | Bata                  |
| Mirsad Tuka       | onderzoeker           |
| Predrag Zagorac   | Tomislav              |